# Manoir de Tremer
Le manoir de Tremer est un édifice situé à Brandivy, en France.

## Localisation
Le château fort est situé sur le territoire de la commune de Brandivy, au lieu-dit Tremer, dans le département du Morbihan en région Bretagne.

## Description
Le manoir date du XVIe siècle, édifice à un étage carré construit en moellons sans chaîne en pierre de taille de granulite. Toiture à longs pans, pignon découvert. Escalier dans-œuvre : escalier à vis sans jour.

## Historique
Le manoir est inscrit à l'Inventaire général du patrimoine culturel.